# Kasanskoje (Tjumen, Kasanski)
Kasanskoje (russisch Каза́нское) ist ein Dorf (selo) in der Oblast Tjumen in Russland mit 5932 Einwohnern (Stand 14. Oktober 2010).

## Geographie
Der Ort liegt etwa 280 km Luftlinie südöstlich des Oblastverwaltungszentrums Tjumen im südlichen Teil des Westsibirischen Tieflands. Er befindet sich am linken Ufer der Alabuga, eines Nebenarms beziehungsweise Zuflusses des etwa 5 km östlich fließenden Ischim, gut 25 km nördlich der Staatsgrenze zu Kasachstan.
Kasanskoje ist Verwaltungszentrum des Rajons Kasanski sowie Sitz und einzige Ortschaft der Landgemeinde Kasanskoje selskoje posselenije.

## Geschichte
Das Dorf wurde 1758 gegründet. Seit 10. Juni 1931 ist Kasanskoje Verwaltungssitz eines nach ihm benannten Rajons. Von 16. Juli 1970 bis 21. November 1991 besaß der Ort den Status einer Siedlung städtischen Typs. 1970 wurde zugleich das faktisch unmittelbar nördlich anschließende Dorf Nowoselesnjowo, zweitgrößte Ortschaft des Rajons, eingemeindet, aber am 10. Mai 1988 wieder als selbständiger Dorfsowjet ausgegliedert.

### Bevölkerungsentwicklung
| Jahr | Einwohner |
| ---- | --------- |
| 1897 | 1267      |
| 1939 | 2043      |
| 1959 | 3534      |
| 1970 | 4467      |
| 1979 | 7777      |
| 1989 | 5975      |
| 2002 | 5889      |
| 2010 | 5932      |

Anmerkung: Volkszählungsdaten

## Verkehr
Kasanskoje liegt an der Regionalstraße 71A-1109 (Europastraße 125), die als 71A-1011 (Nummer auf dem Territorium des Ischimski rajon) bei der knapp 60 km nördlich gelegenen Stadt Ischim an der föderalen Fernstraße R402 Tjumen – Omsk beginnt und weiter zur kasachischen Grenze führt. Dort verläuft sie als A12 weiter nach Petropawl. Die Straße ist Teil der Europastraße 125. Früher trug sie auf ihrer gesamten Länge von Ischim bis Petropawl die Nummer R403.
In Ischim befindet sich an der Transsibirischen Eisenbahn auch die nächstgelegene Bahnstation.